# Pride (In the Name of Love)
"Pride (In the Name of Love)" är andra låten på U2:s album The Unforgettable Fire från 1984. Den gavs ut som första singel i september samma år. Det är en av bandets mest kända låtar och har spelats på samtliga bandets turnéer och i stort sett alla deras fullängdskonserter sedan låten publicerades 1984 (totalt över 730 gånger). 
Grunden till "Pride" uppkom vid ett soundcheck i november 1983 inför en konsert i Honolulu; låtens närmare struktur och texten tillkom senare. 
Låten utgör en hyllning till Martin Luther King, även om texten från början var tänkt handla om Ronald Reagan och hans tid. Bono skrev på en text om stolthet och förfall, om hur förhållandena i USA var under Reagans tid som president. Bandet besökte Chicago Peace Museum, där en utställning visades om Martin Luther Kings arbete. Bono skrev då om texten, för att mer handla om stolthet under omänskliga förhållanden. Texten förenar syftningarna på Martin Luther King, som blir tydliga först med sista versen - med anspelningar på Jesus: Han kom i kärlekens namn, han kom och gick, han kom för att rättfärdiggöra, han kom för att omstörta. Och Jesus förråddes med en kyss. Samtidigt gör det anafora "one man..." att texten även syftar på anonymt, tidlöst mod och kamp för värdighet: personen i texten blir var och en. Denna avpersonifiering var medveten från Bonos sida.
Många artister har gjort egna versioner av "Pride".